# Dudás János (pap)
Dudás János (Felsőméra, 1796 körül – Szentmárton, 1853. július 25.) premontrei rendi pap.

## Élete
Felsőmérai, abaúj megyei származású; 1820-ban gimnáziumi tanár volt Nagyváradon, 1830–1834. Kassán, azután lelkész Szentmártonban. 57 éves korában hunyt el 1853-ban.

## Munkái
- Honoribus illustr., magn. ac rev. dni Aloysii Richter… dum munus superioris scholarum et studiorum directoris auspicaretur, ab archi-gymnasio Cassoviensi dicatum anno 1836. Cassoviae